# Османско-хабзбуршки ратови
Османско-хабзбуршки ратови обухватају низ сукоба између хабзбуршке Аустрије и Османског царства за превласт у југоисточној Европи, који су трајали од 1529. године до краја 18. века.

## Увод
Победом над Краљевином Угарском на Мохачком пољу 1526. Турци Османлије су створили услове за даље надирање у средњу Европу, угрозили непосредно Мађарску и Хрватску и сасвим се приближили суседним унутрашњим аустријским земљама. Да заштити ове своје наследне поседе, аустријски надвојвода Фердинанд Хабсбург пружао је већ од 1522. мању помоћ за одбрану Хрватске. Од 1527. после избора за угарско-хрватског краља, помагао је одбрану осакаћене Угарске и Хрватске, дајући средства за организацију Војне крајине у Хрватској и Славонији и за образовање краљевских најамничких посада у утврђеним градовима и капетанијама Угарске. Тако је хабзбуршка Аустрија, чије су наследне земље сачињавале и део Немачког царства, ступила у борбу са Османским царством за хегемонију у југоисточној Европи. Уз повремене прекиде, ова борба трајала је до краја 18. века.

## Сукоби
По карактеру и резултатима османско-хабзбуршки ратови могу се поделити у три раздобља:
- доба турске надмоћи (1529—1566), када је предузимљиви султан Сулејман Величанствени извршио 4 снажна офанзивна похода против Аустрије и освојио већи део Мађарске и Славоније;[3]
- доба слабљења турске војне моћи (1567—1683), када је турска превласт сузбијена у ратовима 1593—1606. и 1663—64;[3]
- турско повлачење (1683—1791) обухвата цео један век — од пресудног пораза код Беча 1683. који представља завршетак турске експанзије у Европу, а офанзивна дејства аустријских снага 1683—1699. присиљавају Турке на постепено повлачење из Мађарске, Трансилваније, Хрватске, Славоније и Далмације. Процес опадања турске моћи наставља се у каснијим ратовима 1716—18, 1737—39. и 1788—91, које је Аустрија водила у савезу са Млетачком републиком (1716—18) и Русијом.[3]